# 영업직
영업직(營業職)은 재산상의 이익을 목적으로 상품을 선전하여 구매하도록 하는 직업을 뜻한다. 자동차 회사 영업대리점, 보험회사딜러에서 근무한다. 대한민국에서는 민주노총 금속노조에 소속된 자동차 회사 영업직 노동조합이 있다.